# Ia io
Genre
Espèce
Synonymes
- Pipistrellus io (Thomas, 1902)[1]
- Ia longimana Pen, 1962[1]

Statut de conservation UICN

 NT  : Quasi menacé
Ia io est une espèce de chauves-souris de la famille des Vespertilionidae et la seule espèce du genre Ia (i majuscule a).

## Description
Ia io est la plus grande espèce de sa famille, elle peut atteindre 90 à 105 mm de long, une envergure moyenne d'une cinquantaine de centimètres, l'avant-bras mesure entre 71 et 77 mm, pour un poids moyen de 58 g. Le pelage est marron sur le côté dorsal et grisâtre sur le côté ventral.

## Écologie et comportement

### Alimentation
Comme la plupart des Vespertilionidae, cette espèce se nourrit d'insectes, notamment de coléoptères, de lépidoptères et de diptères, mais il arrive qu'elle se nourrisse de petits oiseaux.

### Mœurs
Cette espèce vit généralement en petits groupes. Elles sortent de leurs grottes dès la fin de journée pour chercher leurs nourritures. Elles peuvent migrer dans les régions plus chaudes durant les mois d'hiver. 

### Écholocation
Elle émet entre 24,8 et 27,6 kHz.

## Répartition et habitat

Répartition de Ia io io en Asie.

L'espèce est commune en Asie de l'Est et Asie du Sud-Est, la sous-espèce nominale I. i. io vit en Chine, Inde, Laos, Népal, nord de la Thaïlande et Vietnam, la sous-espèce I. i. peninsulata se trouve en Thaïlande péninsulaire dans les provinces de Surat Thani et de Phang Nga. 
Elle vit principalement dans des zones où il y a des grottes calcaires entre 400 et 1 700 m d'altitude. Leurs perchoirs se situent aussi bien à l'entrée d'une grotte qu'en profondeur (jusqu'à 1,5 km dans les réseaux souterrains).

## Liste des sous-espèces
- Ia io io Thomas, 1902
- Ia io peninsulata Soisook et al., 2017[3]

## Menaces et conservation
L'UICN classe le statut de cette espèce comme en préoccupation mineure, l'une des principales menaces qui pèsent sur cette espèce est la destruction de son habitat par l'Homme, beaucoup de grottes sont converties en attraction et sont aussi perturbées par des paysans qui collectent leurs guanos. L'utilisation excessive d'insecticides menace également cette espèce.

## Autres
Formés de quatre lettres, Ia io et Yi qi sont les noms scientifiques les plus courts attribués conformément aux règles du Code international de nomenclature zoologique ; Ia io est aussi l'un des très rares noms scientifiques uniquement composés de voyelles.